# 豐前桝田站
豐前桝田站（日语：／ Buzen-Masuda eki */?）是位於福岡縣田川郡添田町大字桝田，九州旅客鐵道（JR九州）日田彥山線BRT（BRT彥星線）的車站。先前原為日田彥山線的鐵道車站。

## 車站構造
本站不論在過往鐵路或是現時BRT系統，都是採用簡易車站模式，沒有站房。在國鐵時代則曾經存在過木建的站房一座，但早已拆去。

### BRT月台
設於福岡縣道52號上，自代行巴士開設而來都是設在此處，往添田方向的車站是與町營巴士站同位，該處為一座以磚、木條及鐵皮所搭成的矮小候車亭，亭內放置了兩張獨立候車座椅。至於往日田方向則位於站前廣場旁的一座空置已久房屋的屋簷內，並在該處裝設了LED班次顯示屏。上、下行月台均採用直立式的專屬站牌。
| 月台                 | 路線                        | 上下行         | 方向     | 備註 |
| -------------------- | --------------------------- | -------------- | -------- | ---- |
| 西側（靠近山邊）     | ■日田彥山線BRT（BRT彥星線） | 上行           | 添田方向 |      |
| 東側（靠近站前廣場） | 下行                        | 彥山、日田方向 |          |      |

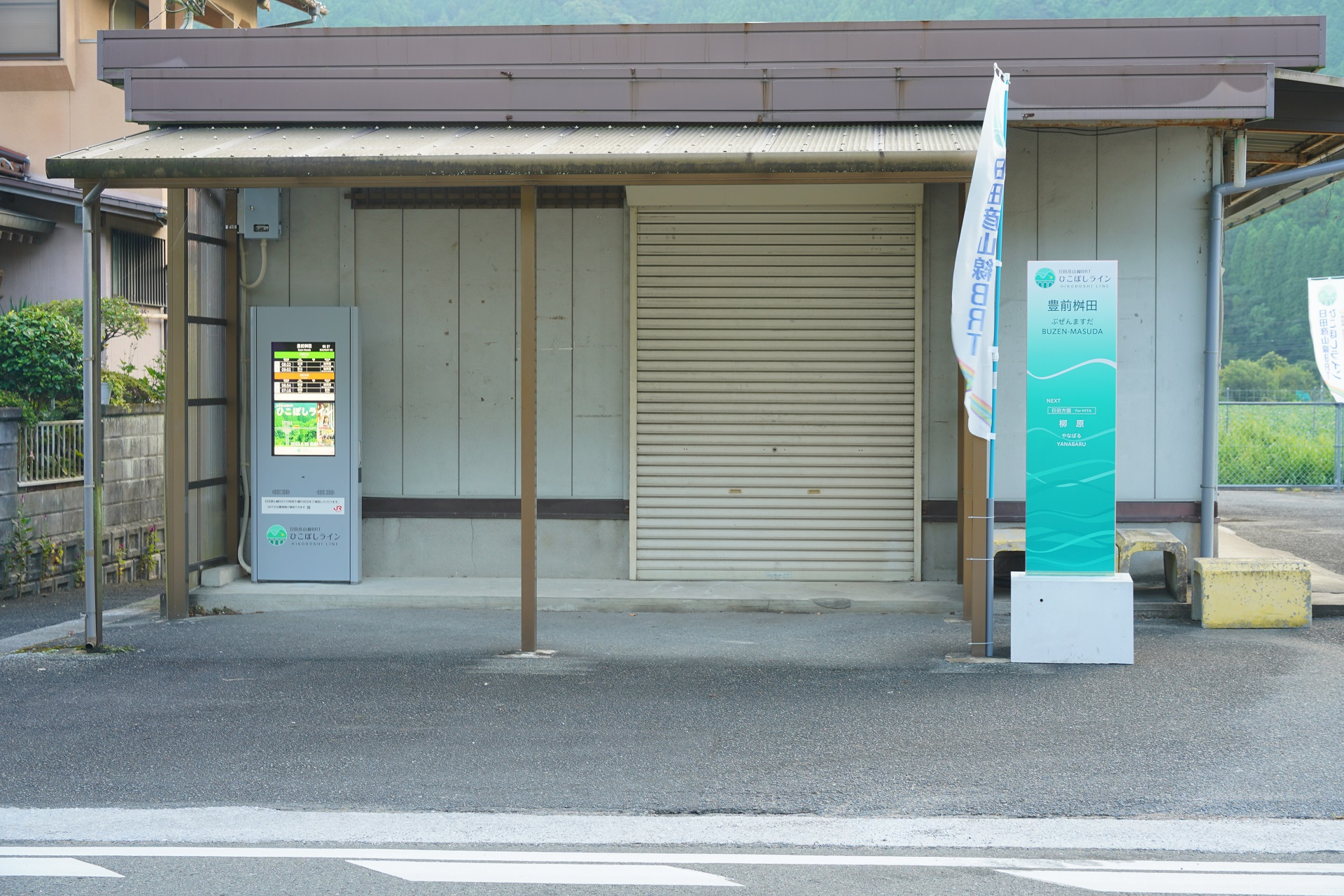
往日田方向的BRT候車室(2023年9月)

### 原鐵路月台

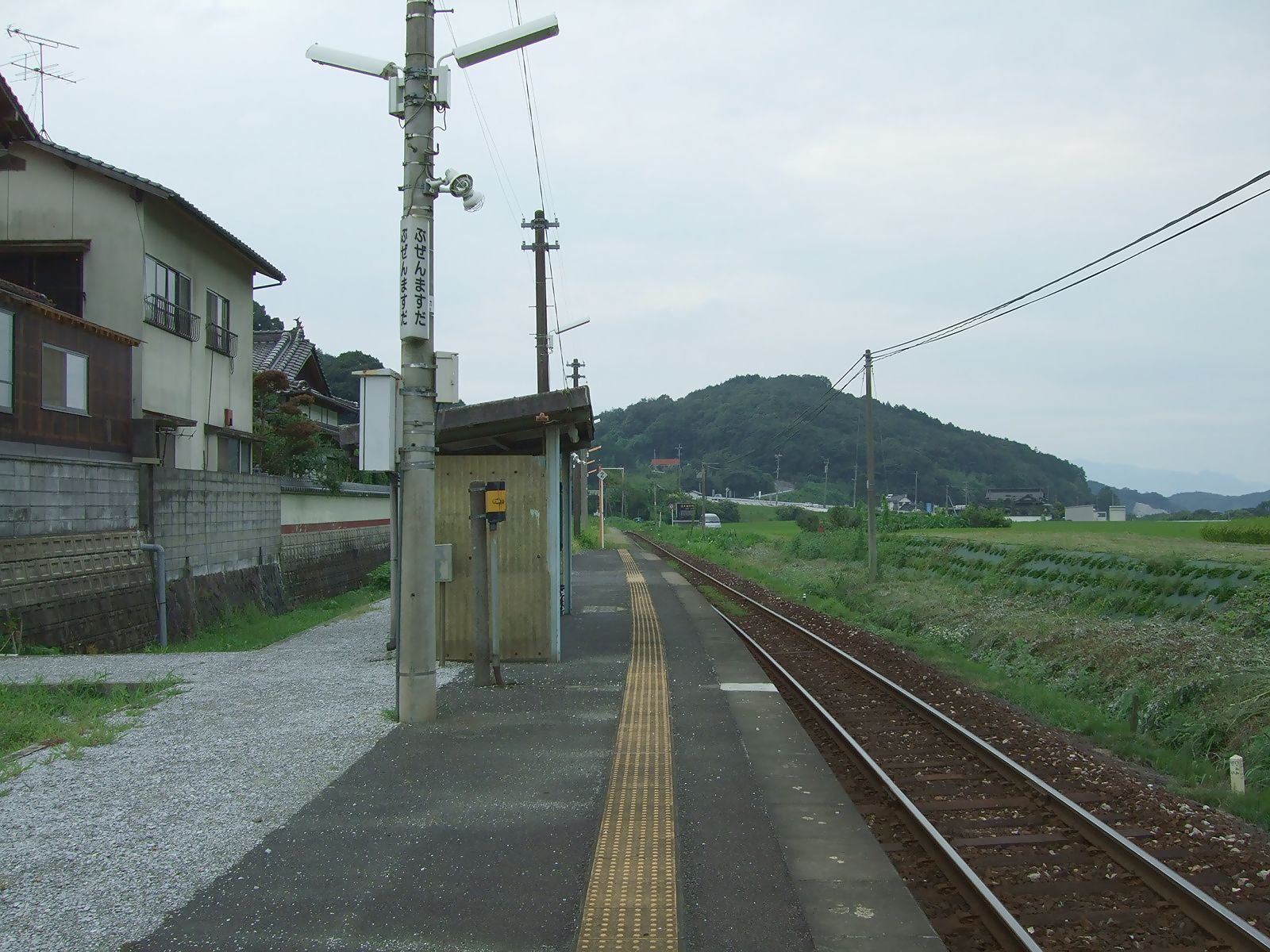
原候車室與車站月台(2009年8月)

原為島式月台一座，提供1面2線的配置，但與沿線其他車站一樣，因班次稀疏，不需要太多的交會設施，因而將靠近廣場一方旳路軌拆去，變為不可交會的1面1線月台。同時亦將部份棄用的軌道位置填高及填平，使之可以從站前廣場及旁邊的小徑直通到達月台。而月台上則設有一座以鐵皮及鐵架建成的有蓋候車亭，亭後的背面掛上了車站站名牌；亭內設置告示板及一張結構十分簡單的木長櫈。除了月台站牌外，再沒有其他設施。然而，隨BRT工程開展後，JR九州亦將所有再沒用處的舊月台拆掉。本站亦不例外，其中候車亭及月台站牌等均於2023年初全數拆走，路軌亦在後期被拆走，只留下月台部份仍未拆去。
列車靠站時，往彥山方向為右側上落；往添田方向為左側上落。
| 路線        | 上下行                            | 方向                              | 備註 |
| ----------- | --------------------------------- | --------------------------------- | ---- |
| ■日田彥山線 | 上行                              | 田川後藤寺、經■日豐本線往小倉方向 |      |
| 下行        | 彥山、日田、經■久大本線往大分方向 |                                   |      |

## 歷史
- 1942年8月25日：日本國鐵田川線西添田至彥山之間開通，此站啟用[1]。
- 1960年4月1日：改為日田彥山線車站[2]。
- 1987年4月1日：隨國鐵分割民營化，車站由九州旅客鐵道（JR九州）營運[3][4][5]。
- 2017年：

- 7月5日：因受2017年7月九州北部暴雨影響使車站暫停營業。
- 8月16日：開設添田～彥山間JR替代巴士。

- 2023年8月28日：車站改為BRT車站後，重新啟用，候車處改於道之驛入口處[7][8]。

## 相鄰車站
九州旅客鐵道（JR九州）
■日田彥山線BRT（BRT彥星線）
貴船橋－豐前桝田－柳原

## 利用狀況
《福岡縣統計年鑑》及「添田町統計網頁」均沒有本站的使用記錄。
而JR九州自2016年度起只公佈最多使用量的首300個車站後，本站因未能打入而未有顯示實質人數，同時又因每年的日均使用人數均少於100人，結果連排行榜後以「超過100人」的附錄形式收錄也沒有。不過在2023年度，JR九州公佈了BRT彥星線的各車站使用量。
| 年度 | 一日平均 乘車人次 | 參考資料   |
| ---- | ----------------- | ---------- |
| 2016 | <100              | [ 統計 1 ] |
| 2017 | <100              | [ 統計 2 ] |
| 2018 | 暫停運作          | [ 統計 3 ] |
| 2019 | 暫停運作          | [ 統計 4 ] |
| 2020 | 暫停運作          | [ 統計 5 ] |
| 2021 | 暫停運作          | [ 統計 6 ] |
| 2022 | 暫停運作          | [ 統計 7 ] |
| 2023 | 3                 | [ 統計 8 ] |

### 統計數據
1. ↑   (PDF). 九州旅客鉄道. 2017-07-31  [2017-08-01]. （原始内容 (PDF)存档于2017-08-01）.
2. ↑   (PDF). 九州旅客鉄道.   [2019-05-20]. （原始内容 (PDF)存档于2018-07-17）.
3. ↑   (PDF). 九州旅客鉄道.   [2019-07-27]. （原始内容存档 (PDF)于2019-07-12）.
4. ↑   (PDF). 九州旅客鉄道.   [2020-12-26]. （原始内容存档 (PDF)于2020-11-24）.
5. ↑   (PDF). 九州旅客鉄道.   [2021-09-15]. （原始内容存档 (PDF)于2022-02-27）.
6. ↑   (PDF). 九州旅客鉄道.   [2022-08-26]. （原始内容 (PDF)存档于2022-08-26） （日语）.
7. ↑   (PDF).   [2024-12-30]. （原始内容存档 (PDF)于2023-09-06）.
8. ↑  駅別乗車人員上位300駅（2023年度） （页面存档备份，存于），JR九州。

## 外部連結
- JR九州豐前桝田(BRT)站（日語）